# 南今庄站
南今庄站（日语：／ Minami-Imajō eki）是位於福井縣南條郡南越前町南今庄7番10號，福井幸福鐵道的Hapi-line Fukui線車站。

## 概要
此站的誕生是原自北陸本線近代化計劃中，敦賀站至今庄站之間使用新建的北陸隧道。使走線有所改變，新路線不再經杉津，令沿線住民有所影響。由於地形關係，不可能建造新保站、杉津站的替代車站。而大桐站的替代車站是距離該站2公里，位於北陸隧道出口的南今庄站。
最初，當地居民希望車站名稱使用當時當地名稱「歸」（日语：／）（取自「歸山」（日语：／）），又或「加比留山」（日语：／），但是以上兩名均不被採納。在此站啟用翌年（1963年），此站地名的大字由「歸」改為「南今庄」。
在上行普通電車中，由於長濱站、永原站至敦賀站之間的電纜改為直流電，包括新快速在內的普通列車駛入敦賀站，納入了另一個運輸體系。因此，此站的上行普通列車大多數都以下一站敦賀站為終點站。另外，此站距離敦賀站的距離達16.6公里，截至2012年4月1日，為JR西日本內在來線車站之間最長區間。

## 歷史
- 1962年6月10日：北陸本線敦賀站至今庄站之間使用新走線，此站啟用，當時已經是無人車站（旅客車站）[1]。
- 1987年4月1日：隨國鐵分割民營化，車站由西日本旅客鐵道（JR西日本）營運。
- 2018年9月15日：此站可以使用ICOCA[5][6]。（截至2018年11月，此站不可為ICOCA增值）
- 2024年3月16日：隨北陸新幹線延伸至敦賀，車站改由福井幸福鐵道營運。

## 車站構造
車站為2面2線的相對式月台。車站建設在山坡上。
此站為由福井地域鐵道部管理的無人車站。沒有車站大樓，在月台上設有候車室。
車站內沒有自動售票機，但是設有IC卡專用的簡易閘機。
月台沒有上蓋。由於此站沒有轉轍器或絶対信號機，因此此站被分類為停留所。車站出入口位於下行月台近敦賀一方，月台之間設有站內平交道。

### 月台
| 月台 | 路線               | 上下行 | 方向           |
| ---- | ------------------ | ------ | -------------- |
| 1    | ■Hapi-line Fukui線 | 下行   | 福井、金澤方向 |
| 2    | ■Hapi-line Fukui線 | 上行   | 敦賀方向       |

## 使用狀況
根據「福井縣統計年鑑」，以下列出近年1日平均乘車人次。
| 年度   | 一日平均 乘車人次 |
| ------ | ----------------- |
| 1997年 | 46                |
| 1998年 | 46                |
| 1999年 | 43                |
| 2000年 | 47                |
| 2001年 | 40                |
| 2002年 | 36                |
| 2003年 | 36                |
| 2004年 | 34                |
| 2005年 | 33                |
| 2006年 | 28                |
| 2007年 | 23                |
| 2008年 | 23                |
| 2009年 | 18                |
| 2010年 | 20                |
| 2011年 | 18                |
| 2012年 | 19                |
| 2013年 | 18                |
| 2014年 | 18                |
| 2015年 | 16                |
| 2016年 | 13                |
| 2017年 | 13                |
| 2018年 | 13                |

## 車站周邊
此站位於北陸隧道出口。
- 鹿蒜川
- 在站前設有南今庄休憩處。在休憩處設有廁所（簡易濕廁）。洗水盤的水不可飲用。設有泊車轉乘的停車場。
- 在車站後方設有小型滑雪場，但是已經結業。
- 福井縣道207號今庄杉津線（日语：福井県道207号今庄杉津線）

## 相鄰車站
Hapi-line Fukui線
■Hapi-line Fukui線
快速
通過
普通
敦賀－南今庄－今庄

## 外部連結
- 南今站 - Hapi-line Fukui （页面存档备份，存于）（日語）